# 岡白駒
岡 白駒（おか はっく、1692年（元禄5年）9月 - 1767年12月28日（明和4年11月8日））は、江戸時代中期の儒学者である。姓は岡田とも表記させる。字は千里で、号は龍洲。通称は太仲。本姓は河野。

## 経歴・人物
播磨の網干（現在の兵庫県姫路市）生まれ。幼年期に摂津の西宮に転じ、医学を学び医師を家業としていた。後に江戸、肥前の長崎、大坂と転々と移住する一方で、上洛して朱子学等の儒学を学び、鍋島氏に仕えた。
その後長崎に戻り、主に唐代における小説（白話小説）を和訳することに専念した。これによって、佐賀藩の支藩であった蓮池藩に仕えるようになる等一躍有名となった。晩年には、京都へ戻り同じ儒学者であった岡島冠山と共に、再度小説の和訳や講義を行った。また門人の沢田一斎を輩出させたりする等、多くの儒学者に影響を与えた。

## 主な著作物

### 主著
- 『小説奇言』- 1753年（宝暦3年）刊行。
- 『小説精言』- 1743年（寛保3年）刊行。
- 『孔子家語補注（補註）』

このうち、上記の二作は『醒世恒言』に収録されている4話に訓点を入れて和訳した翻訳書である。

### その他の著書
- 『皇朝儒臣伝』
- 『詩経毛伝補義』
- 『史記觹』